# Liga Venezolana de Béisbol Profesional 2009-10
La temporada de la Liga Venezolana de Béisbol Profesional 2009-10 fue la 62.ª edición. Comenzó el 9 de octubre de 2009 y finalizó el 29 de enero de 2010. Un total de 8 equipos participaron en la competición como en la temporada anterior. Los cinco mejores equipos posicionados en la Ronda Regular obtuvieron un cupo directo al Round Robin o Todos Contra Todos. El equipo que logró consagrarse como Campeón disputó la Serie del Caribe de 2010 en la Isla de Margarita. La Temporada se caracterizó por el dominio de los Navegantes del Magallanes y los Leones del Caracas en la punta a lo largo del campeonato. Pese a haber quedado igualados en la punta, Navegantes del Magallanes escogió sus refuerzos primero al clasificar en menor número de juegos que los Leones del Caracas. Terminada la Ronda Regular, hubo un empate en el quinto puesto entre Águilas del Zulia y Cardenales de Lara que da el cupo al Round Robin. El partido extra se efectuó el 26 de diciembre de 2009 en la ciudad de Maracaibo, donde al final las Águilas del Zulia dejarían en el terreno a los Cardenales de Lara para así conseguir el pase al Todos contra Todos. En el Round Robin clasificaron para la final los Navegantes del Magallanes y los Leones del Caracas, ésta se disputó entre el 21 y 29 de enero de 2010.
Es de hacer notar que los Tigres de Aragua en esta justa quedaron eliminados en ronda regular habiéndose coronado campeones de la zafra anterior y además obtenido el campeonato de Serie del Caribe; finalizando su racha de 7 apariciones en el Round Robin, este hecho no ocurría desde la temporada 2000-2001 (sin contar la cancelada temporada de la 2002-03).

## Temporada regular
| Pos | Equipo                    | J  | G  | P  | AVE. | Dif. | U-10 | Racha |
| --- | ------------------------- | -- | -- | -- | ---- | ---- | ---- | ----- |
| 1   | Navegantes del Magallanes | 63 | 41 | 22 | .651 | --   | 8-2  | G-1   |
| 2   | Leones del Caracas        | 63 | 41 | 22 | .651 | --   | 7-3  | P-1   |
| 3   | Tiburones de La Guaira    | 63 | 32 | 31 | .508 | 9    | 6-4  | G-1   |
| 4   | Bravos de Margarita       | 63 | 30 | 33 | .476 | 11   | 2-8  | P-1   |
| 5   | Águilas del Zulia         | 63 | 29 | 34 | .460 | 12   | 7-3  | P-1   |
| 6   | Cardenales de Lara        | 63 | 29 | 34 | .460 | 12   | 2-8  | G-2   |
| 7   | Tigres de Aragua          | 63 | 28 | 35 | .444 | 13   | 5-5  | P-2   |
| 8   | Caribes de Anzoátegui     | 63 | 22 | 41 | .349 | 19   | 3-7  | P-5   |

|  | Clasifica al Round Robin o Todos contra Todos |
|  | Disputará juego Extra                         |
|  | Queda Eliminado                               |

### Partidos
| Caribes de Anzoátegui     | 5 - 4   | Leones del Caracas        | Universitario de Caracas  | 9 de octubre                                 | 7:30pm | DirecTV           |
| Bravos de Margarita       | 12 - 10 | Tigres de Aragua          | José Pérez Colmenares     | 9 de octubre                                 | 7:30pm | Meridiano TV      |
| Navegantes del Magallanes | 4 - 0   | Águilas del Zulia         | Luis Aparicio "El Grande" | 9 de octubre                                 | 7:30pm |                   |
| Tiburones de La Guaira    | 10 - 7  | Cardenales de Lara        | Antonio Herrera Gutiérrez | 9 de octubre                                 | 7:30pm | Promar TV         |
| Caribes de Anzoátegui     | 0 - 4   | Cardenales de Lara        | Antonio Herrera Gutiérrez | 10 de octubre                                | 4:30pm | Meridiano TV      |
| Tiburones de La Guaira    | 2 - 5   | Tigres de Aragua          | José Pérez Colmenares     | 10 de octubre                                | 5:30pm | DirecTV           |
| Navegantes del Magallanes | 1 - 2   | Águilas del Zulia         | Luis Aparicio "El Grande" | 10 de octubre                                | 5:30pm |                   |
| Bravos de Margarita       | 1 - 2   | Leones del Caracas        | Universitario de Caracas  | 10 de octubre                                | 5:00pm |                   |
| Leones del Caracas        | 8 - 6   | Tigres de Aragua          | José Pérez Colmenares     | 11 de octubre                                | 1:00pm | Venevisión        |
| Bravos de Margarita       | 3 - 4   | Tiburones de La Guaira    | Universitario de Caracas  | 11 de octubre                                | 1:00pm |                   |
| Caribes de Anzoátegui     | 2 - 3   | Águilas del Zulia         | Luis Aparicio "El Grande" | 11 de octubre                                | 4:00pm |                   |
| Cardenales de Lara        | 5 - 7   | Navegantes del Magallanes | José Bernardo Pérez       | 11 de octubre                                | 6:00pm | Venevisión        |
| Tigres de Aragua          | 4 - 5   | Tiburones de La Guaira    | Universitario de Caracas  | 12 de octubre Día de la resistencia indígena | 1:00pm | Meridiano TV      |
| Bravos de Margarita       | 4 - 3   | Navegantes del Magallanes | José Bernardo Pérez       | 12 de octubre Día de la resistencia indígena | 5:30pm |                   |
| Caribes de Anzoátegui     | 2 - 5   | Águilas del Zulia         | Luis Aparicio "El Grande" | 12 de octubre Día de la resistencia indígena | 4:00pm |                   |
| Leones del Caracas        | 1 - 7   | Cardenales de Lara        | Antonio Herrera Gutiérrez | 12 de octubre Día de la resistencia indígena | 4:00pm | DirecTV Promar TV |

| Leones del Caracas        | 6 - 4  | Bravos de Margarita       | Nueva Esparta             | 14 de octubre | 7:30pm    |                               |
| Navegantes del Magallanes | 9 - 5  | Caribes de Anzoátegui     | Alfonso Chico Carrasquel  | 14 de octubre | 7:15pm    |                               |
| Tigres de Aragua          | 8 - 9  | Tiburones de La Guaira    | Universitario de Caracas  | 14 de octubre | 7:30pm    | DirecTV ESPN                  |
| Águilas del Zulia         | 4 - 3  | Cardenales de Lara        | Antonio Herrera Gutiérrez | 14 de octubre | 7:30pm    | Promar TV                     |
| Leones del Caracas        | 13 - 8 | Bravos de Margarita       | Nueva Esparta             | 15 de octubre | 7:30pm    |                               |
| Navegantes del Magallanes | 2 - 3  | Caribes de Anzoátegui     | Alfonso Chico Carrasquel  | 15 de octubre | 7:15pm    |                               |
| Águilas del Zulia         | 10 - 3 | Tiburones de La Guaira    | Universitario de Caracas  | 15 de octubre | 7:30pm    | Meridiano TV                  |
| Tigres de Aragua          | 4 - 5  | Cardenales de Lara        | Antonio Herrera Gutiérrez | 15 de octubre | 7:30pm    | DirecTV Promar TV Diferido    |
| Águilas del Zulia         | 0 - 7  | Bravos de Margarita       | Nueva Esparta             | 16 de octubre | 7:30pm    |                               |
| Tiburones de La Guaira    | 3 - 5  | Caribes de Anzoátegui     | Alfonso Chico Carrasquel  | 16 de octubre | 7:15pm    |                               |
| Tigres de Aragua          | 1 - 4  | Navegantes del Magallanes | José Bernardo Pérez       | 16 de octubre | 7:30pm    | Meridiano TV                  |
| Cardenales de Lara        | 7 - 10 | Leones del Caracas        | Universitario de Caracas  | 16 de octubre | 7:30pm    | DirecTV                       |
| Cardenales de Lara        | 5 - 6  | Leones del Caracas        | Universitario de Caracas  | 17 de octubre | 4:30pm    | Meridiano TV                  |
| Navegantes del Magallanes | 6 - 3  | Tigres de Aragua          | José Pérez Colmenares     | 17 de octubre | 5:30pm    | DirecTV                       |
| Águilas del Zulia         | 5 - 0  | Bravos de Margarita       | Nueva Esparta             | 17 de octubre | 6:00pm    |                               |
| Tiburones de La Guaira    | 11 - 6 | Caribes de Anzoátegui     | Alfonso Chico Carrasquel  | 17 de octubre | 6:00pm    |                               |
| Águilas del Zulia         | 0 - 5  | Bravos de Margarita       | Nueva Esparta             | 18 de octubre | 6:00p. m. |                               |
| Tiburones de La Guaira    | 2 - 7  | Caribes de Anzoátegui     | Alfonso Chico Carrasquel  | 18 de octubre | 6:00p. m. |                               |
| Tigres de Aragua          | 4 - 10 | Leones del Caracas        | Universitario de Caracas  | 18 de octubre | 4:00pm    | Meridiano TV                  |
| Navegantes del Magallanes | 11 - 5 | Cardenales de Lara        | Antonio Herrera Gutiérrez | 18 de octubre | 1:00pm    | Venevisión Promar TV Diferido |

| Navegantes del Magallanes | 11 - 4             | Leones del Caracas        | Universitario de Caracas  | 19 de octubre | 7:30pm | Venevisión                      |
| Cardenales de Lara        | 9 - 8              | Tiburones de La Guaira    | Universitario de Caracas  | 20 de octubre | 7:30pm | Meridiano TV                    |
| Tigres de Aragua          | 13 - 8             | Águilas del Zulia         | Luis Aparicio "El Grande" | 20 de octubre | 7:30pm |                                 |
| Tiburones de La Guaira    | 5 - 12             | Leones del Caracas        | Universitario de Caracas  | 21 de octubre | 7:30pm | ESPN DirecTV                    |
| Bravos de Margarita       | 6 - 2              | Cardenales de Lara        | Antonio Herrera Gutiérrez | 21 de octubre | 7:30pm | Promar TV                       |
| Caribes de Anzoátegui     | 4 - 5              | Navegantes del Magallanes | José Bernardo Pérez       | 21 de octubre | 7:30pm |                                 |
| Tigres de Aragua          | 12 - 6             | Águilas del Zulia         | Luis Aparicio "El Grande" | 21 de octubre | 7:30pm |                                 |
| Navegantes del Magallanes | 10 - 4             | Tiburones de La Guaira    | Universitario de Caracas  | 22 de octubre | 7:30pm | DirecTV                         |
| Tigres de Aragua          | Suspendido         | Bravos de Margarita       | Nueva Esparta             | 22 de octubre | 7:30pm | Meridiano TV                    |
| Caribes de Anzoátegui     | 6 - 5 (10 innings) | Cardenales de Lara        | Antonio Herrera Gutiérrez | 22 de octubre | 7:30pm | Promar TV Diferido              |
| Leones del Caracas        | 3 - 1              | Águilas del Zulia         | Luis Aparicio "El Grande" | 22 de octubre | 7:30pm |                                 |
| Caribes de Anzoátegui     | Suspendido         | Tigres de Aragua          | José Pérez Colmenares     | 23 de octubre | 7:30pm |                                 |
| Bravos de Margarita       | 5 - 4              | Tiburones de La Guaira    | Universitario de Caracas  | 23 de octubre | 7:30pm | DirecTV                         |
| Navegantes del Magallanes | 6 - 9              | Cardenales de Lara        | Antonio Herrera Gutiérrez | 23 de octubre | 7:30pm | Meridiano TV Promar TV Diferido |
| Leones del Caracas        | 9 - 3              | Águilas del Zulia         | Luis Aparicio "El Grande" | 23 de octubre | 7:30pm |                                 |
| Caribes de Anzoátegui     | 11 - 7             | Tigres de Aragua          | José Pérez Colmenares     | 24 de octubre | 5:30pm | DirecTV                         |
| Bravos de Margarita       | 6 - 2              | Tiburones de La Guaira    | Universitario de Caracas  | 24 de octubre | 6:00pm |                                 |
| Leones del Caracas        | 9 - 0              | Navegantes del Magallanes | José Bernardo Pérez       | 24 de octubre | 4:30pm | Meridiano TV                    |
| Cardenales de Lara        | 5 - 9              | Águilas del Zulia         | Luis Aparicio "El Grande" | 24 de octubre | 5:30pm |                                 |
| Caribes de Anzoátegui     | 4 - 7              | Leones del Caracas        | Universitario de Caracas  | 25 de octubre | 4:00pm |                                 |
| Tiburones de La Guaira    | 1 - 2              | Navegantes del Magallanes | José Bernardo Pérez       | 25 de octubre | 5:30pm | DirecTV                         |
| Bravos de Margarita       | 3 - 1              | Tigres de Aragua          | José Pérez Colmenares     | 25 de octubre | 4:00pm |                                 |
| Bravos de Margarita       | 2 - 6              | Tigres de Aragua          | José Pérez Colmenares     | 25 de octubre | 7:00pm |                                 |
| Cardenales de Lara        | 12 - 3             | Águilas del Zulia         | Luis Aparicio "El Grande" | 25 de octubre | 1:00pm | Venevisión                      |

| Cardenales de Lara        | 4 - 5   | Leones del Caracas        | Universitario de Caracas  | 27 de octubre  | 7:30pm | Meridiano TV |
| Tiburones de La Guaira    | 3 - 6   | Bravos de Margarita       | Nueva Esparta             | 27 de octubre  | 7:30pm |              |
| Navegantes del Magallanes | 11 - 7  | Tigres de Aragua          | José Pérez Colmenares     | 27 de octubre  | 7:30pm | DirecTV      |
| Cardenales de Lara        | 8 - 9   | Caribes de Anzoátegui     | Alfonso Chico Carrasquel  | 28 de octubre  | 7:15pm |              |
| Navegantes del Magallanes | 6 - 3   | Leones del Caracas        | Universitario de Caracas  | 28 de octubre  | 7:30pm | Venevisión   |
| Tiburones de La Guaira    | 18 - 17 | Bravos de Margarita       | Nueva Esparta             | 28 de octubre  | 7:30pm |              |
| Tigres de Aragua          | 1 - 7   | Águilas del Zulia         | Luis Aparicio "El Grande" | 28 de octubre  | 7:30pm | DirecTV ESPN |
| Cardenales de Lara        | 6 - 7   | Caribes de Anzoátegui     | Alfonso Chico Carrasquel  | 29 de octubre  | 7:15pm |              |
| Tiburones de La Guaira    | 5 - 8   | Leones del Caracas        | Universitario de Caracas  | 29 de octubre  | 7:30pm | Meridiano TV |
| Cardenales de Lara        | 1 - 11  | Bravos de Margarita       | Nueva Esparta             | 30 de octubre  | 7:30pm |              |
| Águilas del Zulia         | 2 - 1   | Caribes de Anzoátegui     | Alfonso Chico Carrasquel  | 30 de octubre  | 7:15pm |              |
| Leones del Caracas        | 2 - 7   | Tigres de Aragua          | José Pérez Colmenares     | 30 de octubre  | 7:30pm | Meridiano TV |
| Navegantes del Magallanes | 13 - 5  | Tiburones de La Guaira    | Universitario de Caracas  | 30 de octubre  | 7:30pm | DirecTV      |
| Cardenales de Lara        | 1 - 2   | Bravos de Margarita       | Nueva Esparta             | 31 de octubre  | 5:30pm |              |
| Cardenales de Lara        | 3 - 4   | Bravos de Margarita       | Nueva Esparta             | 31 de octubre  | 8:30pm |              |
| Águilas del Zulia         | 4 - 0   | Caribes de Anzoátegui     | Alfonso Chico Carrasquel  | 31 de octubre  | 5:30pm |              |
| Águilas del Zulia         | 4 - 2   | Caribes de Anzoátegui     | Alfonso Chico Carrasquel  | 31 de octubre  | 8:30pm |              |
| Tigres de Aragua          | 6 - 7   | Tiburones de La Guaira    | Universitario de Caracas  | 31 de octubre  | 7:30pm | DirecTV      |
| Leones del Caracas        | 3 - 5   | Navegantes del Magallanes | José Bernardo Pérez       | 31 de octubre  | 7:30pm | Meridiano TV |
| Cardenales de Lara        | 6 - 7   | Bravos de Margarita       | Nueva Esparta             | 1 de noviembre | 6:00pm |              |
| Tiburones de La Guaira    | 8 - 10  | Navegantes del Magallanes | José Bernardo Pérez       | 1 de noviembre | 5:30pm |              |
| Tigres de Aragua          | 3 - 9   | Leones del Caracas        | Universitario de Caracas  | 1 de noviembre | 1:00pm | Meridiano TV |
| Águilas del Zulia         | 6 - 9   | Caribes de Anzoátegui     | Alfonso Chico Carrasquel  | 1 de noviembre | 6:00pm | Venevisión   |

| Caribes de Anzoátegui     | 9 - 8              | Tiburones de La Guaira    | Universitario de Caracas            | 3 de noviembre | 7:30pm |                                 |
| Bravos de Margarita       | 3 - 4              | Navegantes del Magallanes | José Bernardo Pérez                 | 3 de noviembre | 7:30pm | Meridiano TV                    |
| Leones del Caracas        | 5 - 0              | Tigres de Aragua          | José Pérez Colmenares               | 3 de noviembre | 7:30pm | DirecTV                         |
| Águilas del Zulia         | Suspendido         | Cardenales de Lara        | Antonio Herrera Gutiérrez de Carora | 3 de noviembre | 7:30pm | Promar TV                       |
| Tigres de Aragua          | 6 - 7              | Tiburones de La Guaira    | Universitario de Caracas            | 4 de noviembre | 7:30pm |                                 |
| Bravos de Margarita       | 3 - 6              | Navegantes del Magallanes | José Bernardo Pérez                 | 4 de noviembre | 7:30pm | DirecTV                         |
| Leones del Caracas        | 14 - 8             | Águilas del Zulia         | Luis Aparicio "El Grande"           | 4 de noviembre | 7:30pm | ESPN                            |
| Caribes de Anzoátegui     | 0 - 10             | Cardenales de Lara        | Antonio Herrera Gutiérrez           | 4 de noviembre | 7:30pm | Promar TV                       |
| Navegantes del Magallanes | 3 - 7              | Tiburones de La Guaira    | Universitario de Caracas            | 5 de noviembre | 7:30pm | DirecTV                         |
| Bravos de Margarita       | 8 - 11             | Cardenales de Lara        | Antonio Herrera Gutiérrez           | 5 de noviembre | 7:30pm | Promar TV Diferido              |
| Caribes de Anzoátegui     | 4 - 6              | Tigres de Aragua          | José Pérez Colmenares               | 5 de noviembre | 7:30pm |                                 |
| Leones del Caracas        | 4 - 6              | Águilas del Zulia         | Luis Aparicio "El Grande"           | 5 de noviembre | 7:30pm | Meridiano TV                    |
| Leones del Caracas        | 4 - 3              | Cardenales de Lara        | Antonio Herrera Gutiérrez           | 6 de noviembre | 7:30pm | Meridiano TV Promar TV Diferido |
| Bravos de Margarita       | 6 - 7 (11 innings) | Águilas del Zulia         | Luis Aparicio "El Grande"           | 6 de noviembre | 7:30pm |                                 |
| Caribes de Anzoátegui     | 1 - 3              | Navegantes del Magallanes | José Bernardo Pérez                 | 6 de noviembre | 7:30pm |                                 |
| Tigres de Aragua          | 6 - 7 (11 innings) | Tiburones de La Guaira    | Universitario de Caracas            | 6 de noviembre | 7:30pm | DirecTV                         |
| Caribes de Anzoátegui     | 7 - 9              | Leones del Caracas        | Universitario de Caracas            | 7 de noviembre | 5:00pm | DirecTV                         |
| Bravos de Margarita       | 4 - 3              | Águilas del Zulia         | Luis Aparicio "El Grande"           | 7 de noviembre | 5:00pm |                                 |
| Bravos de Margarita       | 5 - 6              | Águilas del Zulia         | Luis Aparicio "El Grande"           | 7 de noviembre | 8:30pm |                                 |
| Cardenales de Lara        | 2 - 6              | Tigres de Aragua          | José Pérez Colmenares               | 7 de noviembre | 5:30pm | Meridiano TV                    |
| Tiburones de La Guaira    | 1 - 2              | Navegantes del Magallanes | José Bernardo Pérez                 | 7 de noviembre | 5:30pm |                                 |
| Caribes de Anzoátegui     | 1 - 6              | Tiburones de La Guaira    | Universitario de Caracas            | 8 de noviembre | 1:30pm | Meridiano TV                    |
| Caribes de Anzoátegui     | 6 - 3              | Tiburones de La Guaira    | Universitario de Caracas            | 8 de noviembre | 5:00pm | Meridiano TV                    |
| Bravos de Margarita       | 13 - 7             | Águilas del Zulia         | Luis Aparicio "El Grande"           | 8 de noviembre | 4:00pm |                                 |
| Leones del Caracas        | 8 - 6              | Navegantes del Magallanes | José Bernardo Pérez                 | 8 de noviembre | 6:00pm | Venevisión                      |
| Tigres de Aragua          | 4 - 2              | Cardenales de Lara        | Antonio Herrera Gutiérrez           | 8 de noviembre | 4:00pm | Promar TV Diferido              |

| Tigres de Aragua          | 0 - 1      | Bravos de Margarita       | Nueva Esparta             | 10 de noviembre | 7:30pm |                    |
| Navegantes del Magallanes | 6 - 1      | Caribes de Anzoátegui     | Alfonso Chico Carrasquel  | 10 de noviembre | 7:15pm | Meridiano TV       |
| Leones del Caracas        | Suspendido | Tiburones de La Guaira    | Universitario de Caracas  | 10 de noviembre | 7:30pm | DirecTV            |
| Águilas del Zulia         | 4 - 12     | Cardenales de Lara        | Antonio Herrera Gutiérrez | 10 de noviembre | 7:30pm | Promar TV Diferido |
| Tigres de Aragua          | 1 - 0      | Bravos de Margarita       | Nueva Esparta             | 11 de noviembre | 7:30pm |                    |
| Navegantes del Magallanes | 1 - 9      | Caribes de Anzoátegui     | Alfonso Chico Carrasquel  | 11 de noviembre | 7:15pm | DirecTV            |
| Águilas del Zulia         | 4 - 10     | Leones del Caracas        | Universitario de Caracas  | 11 de noviembre | 7:30pm | ESPN               |
| Tiburones de La Guaira    | 4 - 10     | Cardenales de Lara        | Antonio Herrera Gutiérrez | 11 de noviembre | 7:30pm | Promar TV          |
| Tigres de Aragua          | 7 - 12     | Bravos de Margarita       | Nueva Esparta             | 12 de noviembre | 7:30pm | Meridiano TV       |
| Navegantes del Magallanes | 4 - 6      | Caribes de Anzoátegui     | La Ceiba                  | 12 de noviembre | 7:30pm |                    |
| Tiburones de La Guaira    | 2 - 5      | Cardenales de Lara        | Antonio Herrera Gutiérrez | 12 de noviembre | 7:30pm | Promar TV Diferido |
| Águilas del Zulia         | 2 - 3      | Leones del Caracas        | Universitario de Caracas  | 12 de noviembre | 7:30pm | DirecTV            |
| Leones del Caracas        | 1 - 2      | Bravos de Margarita       | Nueva Esparta             | 13 de noviembre | 7:30pm | Meridiano TV       |
| Cardenales de Lara        | 10 - 11    | Navegantes del Magallanes | José Bernardo Pérez       | 13 de noviembre | 7:30pm |                    |
| Águilas del Zulia         | 1 - 10     | Tiburones de La Guaira    | Universitario de Caracas  | 13 de noviembre | 7:30pm | DirecTV            |
| Tigres de Aragua          | 2 - 5      | Caribes de Anzoátegui     | Alfonso Chico Carrasquel  | 13 de noviembre | 7:15pm |                    |
| Tigres de Aragua          | 0 - 2      | Caribes de Anzoátegui     | Alfonso Chico Carrasquel  | 14 de noviembre | 5:30pm |                    |
| Tigres de Aragua          | 7 - 5      | Caribes de Anzoátegui     | Alfonso Chico Carrasquel  | 14 de noviembre | 8:30pm |                    |
| Águilas del Zulia         | 6 - 5      | Navegantes del Magallanes | José Bernardo Pérez       | 14 de noviembre | 5:30pm | DirecTV            |
| Leones del Caracas        | 8 - 2      | Bravos de Margarita       | Nueva Esparta             | 14 de noviembre | 6:00pm | Meridiano TV       |
| Cardenales de Lara        | 11 - 5     | Tiburones de La Guaira    | Universitario de Caracas  | 14 de noviembre | 5:00pm |                    |
| Leones del Caracas        | 8 - 6      | Bravos de Margarita       | Nueva Esparta             | 15 de noviembre | 6:00pm | Venevisión         |
| Tigres de Aragua          | 2 - 3      | Caribes de Anzoátegui     | Alfonso Chico Carrasquel  | 15 de noviembre | 6:00pm |                    |
| Águilas del Zulia         | 9 - 5      | Navegantes del Magallanes | José Bernardo Pérez       | 15 de noviembre | 5:30pm |                    |
| Cardenales de Lara        | 1 - 12     | Tiburones de La Guaira    | Universitario de Caracas  | 15 de noviembre | 1:00pm | Venevisión         |

| Navegantes del Magallanes | 6 - 3   | Leones del Caracas        | Universitario de Caracas  | 17 de noviembre | 7:30pm  | Meridiano TV                    |
| Caribes de Anzoátegui     | 1 - 4   | Águilas del Zulia         | Luis Aparicio "El Grande" | 17 de noviembre | 7:30pm  |                                 |
| Bravos de Margarita       | 15 - 5  | Cardenales de Lara        | Antonio Herrera Gutiérrez | 17 de noviembre | 7:30pm  | Promar TV                       |
| Tiburones de La Guaira    | 6 - 5   | Tigres de Aragua          | José Pérez Colmenares     | 17 de noviembre | 7:30pm  | DirecTV                         |
| Caribes de Anzoátegui     | 5 - 8   | Águilas del Zulia         | Luis Aparicio "El Grande" | 18 de noviembre | 11:00am | Meridiano TV                    |
| Bravos de Margarita       | 6 - 8   | Cardenales de Lara        | Antonio Herrera Gutiérrez | 18 de noviembre | 7:30pm  | Promar TV                       |
| Leones del Caracas        | 8 - 9   | Tiburones de La Guaira    | Universitario de Caracas  | 18 de noviembre | 7:30pm  | DirecTV ESPN                    |
| Tigres de Aragua          | 5 - 6   | Navegantes del Magallanes | José Bernardo Pérez       | 18 de noviembre | 7:30pm  |                                 |
| Bravos de Margarita       | 1 - 5   | Leones del Caracas        | Universitario de Caracas  | 19 de noviembre | 7:30pm  |                                 |
| Navegantes del Magallanes | 0 - 7   | Tigres de Aragua          | José Pérez Colmenares     | 19 de noviembre | 7:30pm  | DirecTV                         |
| Caribes de Anzoátegui     | 3 - 8   | Águilas del Zulia         | Luis Aparicio "El Grande" | 19 de noviembre | 7:30pm  |                                 |
| Tiburones de La Guaira    | 1 - 3   | Cardenales de Lara        | Antonio Herrera Gutiérrez | 19 de noviembre | 7:30pm  | Meridiano TV Promar TV Diferido |
| Bravos de Margarita       | 6 - 3   | Leones del Caracas        | Universitario de Caracas  | 20 de noviembre | 7:30pm  |                                 |
| Tiburones de La Guaira    | 11 - 10 | Águilas del Zulia         | Luis Aparicio "El Grande" | 20 de noviembre | 7:30pm  | Meridiano TV                    |
| Tigres de Aragua          | 9 - 7   | Navegantes del Magallanes | José Bernardo Pérez       | 20 de noviembre | 7:30pm  | DirecTV                         |
| Caribes de Anzoátegui     | 4 - 6   | Cardenales de Lara        | Antonio Herrera Gutiérrez | 20 de noviembre | 7:30pm  | Promar TV Diferido              |
| Caribes de Anzoátegui     | 4 - 6   | Leones del Caracas        | Universitario de Caracas  | 21 de noviembre | 5:00pm  |                                 |
| Navegantes del Magallanes | 9 - 6   | Cardenales de Lara        | Antonio Herrera Gutiérrez | 21 de noviembre | 5:00pm  | Promar TV Diferido              |
| Tiburones de La Guaira    | 7 - 10  | Águilas del Zulia         | Luis Aparicio "El Grande" | 21 de noviembre | 5:30pm  | Meridiano TV                    |
| Bravos de Margarita       | 7 - 1   | Tigres de Aragua          | José Pérez Colmenares     | 21 de noviembre | 5:30pm  | DirecTV                         |
| Caribes de Anzoátegui     | 5 - 6   | Leones del Caracas        | Universitario de Caracas  | 22 de noviembre | 4:00pm  |                                 |
| Bravos de Margarita       | 2 - 5   | Navegantes del Magallanes | José Bernardo Pérez       | 22 de noviembre | 5:30pm  |                                 |
| Cardenales de Lara        | 6 - 0   | Tigres de Aragua          | José Pérez Colmenares     | 22 de noviembre | 5:30pm  | Meridiano TV                    |
| Tiburones de La Guaira    | 10 - 3  | Águilas del Zulia         | Luis Aparicio "El Grande" | 22 de noviembre | 1:00pm  | Venevisión                      |

| Leones del Caracas        | 12 - 0  | Caribes de Anzoátegui     | Alfonso Chico Carrasquel  | 24 de noviembre | 7:15pm |                                 |
| Navegantes del Magallanes | 4 - 3   | Bravos de Margarita       | Nueva Esparta             | 24 de noviembre | 7:30pm | DirecTV                         |
| Tigres de Aragua          | 3 - 5   | Tiburones de La Guaira    | Universitario de Caracas  | 24 de noviembre | 7:30pm | Meridiano TV                    |
| Águilas del Zulia         | 4 - 0   | Cardenales de Lara        | Antonio Herrera Gutiérrez | 24 de noviembre | 6:00pm | Promar TV                       |
| Águilas del Zulia         | 3 - 1   | Cardenales de Lara        | Antonio Herrera Gutiérrez | 24 de noviembre | 9:00pm | Promar TV                       |
| Navegantes del Magallanes | 4 - 1   | Bravos de Margarita       | Nueva Esparta             | 25 de noviembre | 7:30pm | DirecTV                         |
| Leones del Caracas        | 10 - 4  | Caribes de Anzoátegui     | Alfonso Chico Carrasquel  | 25 de noviembre | 7:15pm |                                 |
| Cardenales de Lara        | 3 - 5   | Tiburones de La Guaira    | Universitario de Caracas  | 25 de noviembre | 7:30pm |                                 |
| Águilas del Zulia         | 2 - 6   | Tigres de Aragua          | José Pérez Colmenares     | 25 de noviembre | 7:30pm | ESPN                            |
| Bravos de Margarita       | 3 - 15  | Caribes de Anzoátegui     | Alfonso Chico Carrasquel  | 26 de noviembre | 7:15pm |                                 |
| Leones del Caracas        | 10 - 13 | Tiburones de La Guaira    | Universitario de Caracas  | 26 de noviembre | 7:30pm |                                 |
| Águilas del Zulia         | 8 - 3   | Navegantes del Magallanes | La Ceiba                  | 26 de noviembre | 7:30pm |                                 |
| Cardenales de Lara        | 5 - 6   | Tigres de Aragua          | José Pérez Colmenares     | 26 de noviembre | 7:30pm | Meridiano TV                    |
| Águilas del Zulia         | 10 - 8  | Tiburones de La Guaira    | Universitario de Caracas  | 27 de noviembre | 7:30pm |                                 |
| Bravos de Margarita       | 4 - 6   | Caribes de Anzoátegui     | Alfonso Chico Carrasquel  | 27 de noviembre | 7:15pm |                                 |
| Tigres de Aragua          | 2 - 12  | Cardenales de Lara        | Antonio Herrera Gutiérrez | 27 de noviembre | 7:30pm | Promar TV Diferido              |
| Leones del Caracas        | 5 - 6   | Navegantes del Magallanes | José Bernardo Pérez       | 27 de noviembre | 7:30pm | Meridiano TV                    |
| Águilas del Zulia         | 10 - 9  | Tigres de Aragua          | José Pérez Colmenares     | 28 de noviembre | 5:30pm |                                 |
| Caribes de Anzoátegui     | 4 - 5   | Bravos de Margarita       | Nueva Esparta             | 28 de noviembre | 6:00pm |                                 |
| Tiburones de La Guaira    | 4 - 13  | Navegantes del Magallanes | José Bernardo Pérez       | 28 de noviembre | 5:30pm | DirecTV                         |
| Leones del Caracas        | 6 - 3   | Cardenales de Lara        | Antonio Herrera Gutiérrez | 28 de noviembre | 5:30pm | Meridiano TV Promar TV Diferido |
| Caribes de Anzoátegui     | 4 - 3   | Bravos de Margarita       | Nueva Esparta             | 29 de noviembre | 6:00pm |                                 |
| Navegantes del Magallanes | 1 - 2   | Tigres de Aragua          | José Pérez Colmenares     | 29 de noviembre | 5:30pm |                                 |
| Águilas del Zulia         | 6 - 7   | Tiburones de La Guaira    | Universitario de Caracas  | 29 de noviembre | 1:00pm | Venevisión                      |
| Leones del Caracas        | 0 - 5   | Cardenales de Lara        | Antonio Herrera Gutiérrez | 29 de noviembre | 6:00pm | Venevisión Promar TV Diferido   |

| Orientales | 3 - 3 | Occidentales | Luis Aparicio "El Grande" | 1 de diciembre | 7:30pm | DirecTV Meridiano TV |

| Tiburones de La Guaira    | 3 - 9  | Caribes de Anzoátegui     | Alfonso Chico Carrasquel  | 2 de diciembre | 7:15pm |                         |
| Bravos de Margarita       | 8 - 7  | Navegantes del Magallanes | José Bernardo Pérez       | 2 de diciembre | 7:30pm | DirecTV                 |
| Tigres de Aragua          | 2 - 7  | Águilas del Zulia         | Luis Aparicio "El Grande" | 2 de diciembre | 7:30pm |                         |
| Tiburones de La Guaira    | 10 - 3 | Caribes de Anzoátegui     | Alfonso Chico Carrasquel  | 3 de diciembre | 7:15pm | Meridiano TV            |
| Bravos de Margarita       | 9 - 6  | Leones del Caracas        | Universitario de Caracas  | 3 de diciembre | 7:30pm | DirecTV                 |
| Tigres de Aragua          | 5 - 8  | Águilas del Zulia         | Luis Aparicio "El Grande" | 3 de diciembre | 7:30pm |                         |
| Navegantes del Magallanes | 1 - 14 | Cardenales de Lara        | Antonio Herrera Gutiérrez | 3 de diciembre | 7:30pm | ESPN Promar TV Diferido |
| Bravos de Margarita       | 7 - 2  | Caribes de Anzoátegui     | Alfonso Chico Carrasquel  | 4 de diciembre | 7:15pm | Meridiano TV            |
| Tigres de Aragua          | 6 - 10 | Navegantes del Magallanes | José Bernardo Pérez       | 4 de diciembre | 7:30pm |                         |
| Tiburones de La Guaira    | 11 - 9 | Leones del Caracas        | Universitario de Caracas  | 4 de diciembre | 7:30pm | DirecTV                 |
| Bravos de Margarita       | 4 - 6  | Caribes de Anzoátegui     | Alfonso Chico Carrasquel  | 5 de diciembre | 5:00pm | Meridiano TV            |
| Navegantes del Magallanes | 4 - 7  | Tiburones de La Guaira    | Universitario de Caracas  | 5 de diciembre | 5:00pm |                         |
| Leones del Caracas        | 6 - 14 | Tigres de Aragua          | José Pérez Colmenares     | 5 de diciembre | 5:30pm |                         |
| Cardenales de Lara        | 6 - 4  | Águilas del Zulia         | Infinity Insurance Park   | 5 de diciembre | 1:00pm | DirecTV Promar TV       |
| Tiburones de La Guaira    | 3 - 10 | Tigres de Aragua          | José Pérez Colmenares     | 6 de diciembre | 5:30pm |                         |
| Bravos de Margarita       | 6 - 4  | Caribes de Anzoátegui     | Alfonso Chico Carrasquel  | 6 de diciembre | 6:00pm | Venevisión              |
| Navegantes del Magallanes | 13 - 4 | Leones del Caracas        | Universitario de Caracas  | 6 de diciembre | 1:00pm | Venevisión              |
| Águilas del Zulia         | 3 - 4  | Cardenales de Lara        | Infinity Insurance Park   | 6 de diciembre | 1:00pm | DirecTV Promar TV       |

| Leones del Caracas        | 6 - 15 | Tiburones de La Guaira    | Universitario de Caracas  | 7 de diciembre  | 7:30pm | DirecTV                 |
| Caribes de Anzoátegui     | 1 - 11 | Bravos de Margarita       | Nueva Esparta             | 8 de diciembre  | 7:15pm |                         |
| Tiburones de La Guaira    | 1 - 6  | Águilas del Zulia         | Luis Aparicio "El Grande" | 8 de diciembre  | 7:30pm |                         |
| Cardenales de Lara        | 1 - 4  | Tigres de Aragua          | José Pérez Colmenares     | 8 de diciembre  | 7:30pm | DirecTV                 |
| Navegantes del Magallanes | 2 - 4  | Leones del Caracas        | Universitario de Caracas  | 8 de diciembre  | 7:30pm | Meridiano TV Venevisión |
| Caribes de Anzoátegui     | 2 - 0  | Bravos de Margarita       | Nueva Esparta             | 9 de diciembre  | 7:15pm |                         |
| Tigres de Aragua          | 5 - 2  | Leones del Caracas        | Universitario de Caracas  | 9 de diciembre  | 7:30pm | ESPN                    |
| Tiburones de La Guaira    | 5 - 3  | Águilas del Zulia         | Luis Aparicio "El Grande" | 9 de diciembre  | 7:30pm |                         |
| Cardenales de Lara        | 5 - 6  | Navegantes del Magallanes | José Bernardo Pérez       | 9 de diciembre  | 7:30pm | DirecTV                 |
| Navegantes del Magallanes | 2 - 0  | Bravos de Margarita       | Nueva Esparta             | 10 de diciembre | 7:30pm |                         |
| Leones del Caracas        | 5 - 2  | Tigres de Aragua          | José Pérez Colmenares     | 10 de diciembre | 7:30pm | Meridiano TV            |
| Cardenales de Lara        | 13 - 3 | Águilas del Zulia         | Luis Aparicio "El Grande" | 10 de diciembre | 7:30pm |                         |
| Navegantes del Magallanes | 4 - 8  | Bravos de Margarita       | Nueva Esparta             | 11 de diciembre | 7:30pm |                         |
| Águilas del Zulia         | 9 - 10 | Tigres de Aragua          | José Pérez Colmenares     | 11 de diciembre | 7:30pm | DirecTV                 |
| Leones del Caracas        | 5 - 4  | Tiburones de La Guaira    | Universitario de Caracas  | 11 de diciembre | 7:30pm | Meridiano TV            |
| Cardenales de Lara        | 5 - 6  | Caribes de Anzoátegui     | Alfonso Chico Carrasquel  | 11 de diciembre | 7:15pm |                         |
| Tigres de Aragua          | 5 - 1  | Bravos de Margarita       | Nueva Esparta             | 12 de diciembre | 6:00pm |                         |
| Tiburones de La Guaira    | 3 - 6  | Leones del Caracas        | Universitario de Caracas  | 12 de diciembre | 5:00pm | DirecTV                 |
| Águilas del Zulia         | 5 - 17 | Navegantes del Magallanes | José Bernardo Pérez       | 12 de diciembre | 5:30pm | Meridiano TV            |
| Cardenales de Lara        | 3 - 8  | Caribes de Anzoátegui     | Alfonso Chico Carrasquel  | 12 de diciembre | 6:00pm |                         |
| Tiburones de La Guaira    | 5 - 4  | Navegantes del Magallanes | José Bernardo Pérez       | 13 de diciembre | 5:30pm |                         |
| Águilas del Zulia         | 2 - 3  | Leones del Caracas        | Universitario de Caracas  | 13 de diciembre | 1:00pm | Venevisión              |
| Tigres de Aragua          | 11 - 3 | Bravos de Margarita       | Nueva Esparta             | 13 de diciembre | 6:00pm | Venevisión              |
| Cardenales de Lara        | 4 - 7  | Caribes de Anzoátegui     | Alfonso Chico Carrasquel  | 13 de diciembre | 6:00pm |                         |

| Cardenales de Lara        | 8 - 5  | Tiburones de La Guaira    | Universitario de Caracas  | 14 de diciembre | 7:30pm | DirecTV                    |
| Leones del Caracas        | 4 - 3  | Caribes de Anzoátegui     | Alfonso Chico Carrasquel  | 15 de diciembre | 7:15pm | DirecTV                    |
| Navegantes del Magallanes | 3 - 0  | Águilas del Zulia         | Luis Aparicio "El Grande" | 15 de diciembre | 7:30pm | Meridiano TV               |
| Leones del Caracas        | 11 - 6 | Caribes de Anzoátegui     | Alfonso Chico Carrasquel  | 16 de diciembre | 7:15pm |                            |
| Bravos de Margarita       | 3 - 5  | Tiburones de La Guaira    | Universitario de Caracas  | 16 de diciembre | 7:30pm |                            |
| Navegantes del Magallanes | 11 - 4 | Águilas del Zulia         | Luis Aparicio "El Grande" | 16 de diciembre | 7:30pm | DirecTV ESPN               |
| Tigres de Aragua          | 5 - 6  | Cardenales de Lara        | Antonio Herrera Gutiérrez | 16 de diciembre | 7:30pm | Promar TV                  |
| Leones del Caracas        | 4 - 7  | Tiburones de La Guaira    | Universitario de Caracas  | 17 de diciembre | 7:30pm | Meridiano TV               |
| Caribes de Anzoátegui     | 2 - 1  | Tigres de Aragua          | José Pérez Colmenares     | 17 de diciembre | 7:30pm |                            |
| Bravos de Margarita       | 3 - 5  | Cardenales de Lara        | Antonio Herrera Gutiérrez | 17 de diciembre | 7:30pm | Promar TV                  |
| Navegantes del Magallanes | 6 - 7  | Águilas del Zulia         | Luis Aparicio "El Grande" | 17 de diciembre | 7:30pm | DirecTV                    |
| Bravos de Margarita       | 4 - 10 | Tiburones de La Guaira    | Universitario de Caracas  | 18 de diciembre | 7:30pm |                            |
| Águilas del Zulia         | 3 - 4  | Tigres de Aragua          | José Pérez Colmenares     | 18 de diciembre | 7:30pm | Meridiano TV               |
| Caribes de Anzoátegui     | 4 - 7  | Navegantes del Magallanes | José Bernardo Pérez       | 18 de diciembre | 7:15pm |                            |
| Leones del Caracas        | 3 - 7  | Cardenales de Lara        | Antonio Herrera Gutiérrez | 18 de diciembre | 7:30pm | DirecTV Promar TV Diferido |
| Tiburones de La Guaira    | 6 - 1  | Bravos de Margarita       | Nueva Esparta             | 19 de diciembre | 6:00pm | Venevisión                 |
| Águilas del Zulia         | 2 - 5  | Leones del Caracas        | Universitario de Caracas  | 19 de diciembre | 4:00pm |                            |
| Caribes de Anzoátegui     | 2 - 7  | Navegantes del Magallanes | José Bernardo Pérez       | 19 de diciembre | 5:30pm | Meridiano TV               |
| Tigres de Aragua          | 2 - 5  | Cardenales de Lara        | Antonio Herrera Gutiérrez | 19 de diciembre | 5:30pm | DirecTV Promar TV          |
| Tiburones de La Guaira    | 2 - 4  | Bravos de Margarita       | Nueva Esparta             | 20 de diciembre | 6:00pm | Venevisión                 |
| Águilas del Zulia         | 4 - 5  | Leones del Caracas        | Universitario de Caracas  | 20 de diciembre | 4:00pm |                            |
| Caribes de Anzoátegui     | 2 - 4  | Tigres de Aragua          | José Pérez Colmenares     | 20 de diciembre | 1:00pm |                            |
| Caribes de Anzoátegui     | 3 - 0  | Tigres de Aragua          | José Pérez Colmenares     | 20 de diciembre | 4:00pm |                            |
| Cardenales de Lara        | 4 - 10 | Navegantes del Magallanes | José Bernardo Pérez       | 20 de diciembre | 5:30pm |                            |

| Caribes de Anzoátegui | 3 - 5  | Tiburones de La Guaira    | Universitario de Caracas | 21 de diciembre | 7:30pm | Meridiano TV |
| Águilas del Zulia     | 0 - 3  | Bravos de Margarita       | Nueva Esparta            | 22 de diciembre | 7:30pm |              |
| Tigres de Aragua      | 4 - 10 | Leones del Caracas        | Universitario de Caracas | 22 de diciembre | 7:30pm | Meridiano TV |
| Cardenales de Lara    | 8 - 6  | Navegantes del Magallanes | José Bernardo Pérez      | 22 de diciembre | 7:30pm | DirecTV      |
| Águilas del Zulia     | 4 - 10 | Bravos de Margarita       | Nueva Esparta            | 23 de diciembre | 4:00pm |              |
| Tigres de Aragua      | 3 - 4  | Navegantes del Magallanes | José Bernardo Pérez      | 23 de diciembre | 4:00pm | ESPN         |
| Cardenales de Lara    | 9 - 2  | Leones del Caracas        | Universitario de Caracas | 23 de diciembre | 1:30pm | DirecTV      |

| Cardenales de Lara | 2 - 3 | Águilas del Zulia | Luis Aparicio "El Grande" | 26 de diciembre | 7:00pm | Meridiano TV, Venevisión DirecTV |

## Round Robin
| Pos | Equipo                    | J  | G  | P  | AVE. | Dif. | U-10 | Racha |
| --- | ------------------------- | -- | -- | -- | ---- | ---- | ---- | ----- |
| 1   | Navegantes del Magallanes | 16 | 11 | 5  | .688 | --   | 7-3  | G-1   |
| 2   | Leones del Caracas        | 16 | 10 | 6  | .625 | 1    | 6-4  | G-2   |
| 3   | Águilas del Zulia         | 16 | 7  | 9  | .438 | 4    | 4-6  | G-4   |
| 3   | Tiburones de La Guaira    | 16 | 7  | 9  | .438 | 4    | 5-5  | P-4   |
| 5   | Bravos de Margarita       | 16 | 5  | 11 | .313 | 6    | 3-7  | P-3   |

|  | Clasifica a la Final |
|  | Eliminado            |

### Líderes de Bateo
| Departamento                 | Jugador                          | Equipo                                     | Cantidad |
| ---------------------------- | -------------------------------- | ------------------------------------------ | -------- |
| Líder Bate                   | Pablo Sandoval                   | Navegantes del Magallanes                  | .447     |
| Líder de Jonrones            | Pablo Sandoval Robinson Chirinos | Navegantes del Magallanes                  | 5        |
| Líder de Carreras anotadas   | Pablo Sandoval                   | Navegantes del Magallanes                  | 16       |
| Líder de Carreras impulsadas | Robinson Chirinos                | Navegantes del Magallanes                  | 14       |
| Líder de Bases robadas       | Jesús Guzmán                     | Leones del Caracas                         | 19       |
| Líder de Hits                | Henry Rodríguez                  | Águilas del Zulia                          | 30       |
| Líder de Dobles              | Héctor Giménez                   | Tiburones de La Guaira                     | 6        |
| Líder de Triples             | Gregor Blanco Carlos León        | Tiburones de La Guaira Bravos de Margarita | 2        |

### Líderes de Pitcheo
| Departamento              | Jugador                                                                                                | Equipo | Cantidad |
| ------------------------- | --- | --- | -------- |
| Líder de Efectividad      | José Ortegano                                                                                          | Leones del Caracas | 0.69     |
| Líder de Ganados          | Heatt Totten José Ortegano Fernando Nieve Orber Moreno Enríque González Gustavo Chacín Yeiper Castillo | Águilas del Zulia Leones del Caracas Navegantes del Magallanes Leones del Caracas Tiburones de La Guaira Leones del Caracas Águilas del Zulia | 2        |
| Líder de Salvados         | Francisco Rodríguez Juan Carlos Gutiérrez                                                              | Tiburones de La Guaira Leones del Caracas | 5        |
| Líder de Ponches          | Fernando Nieve                                                                                         | Navegantes del Magallanes | 22       |
| Líder de Innings Lanzados | Gustavo Chacín                                                                                         | Leones del Caracas | 31.2     |
| Líder de Bases por Bola   | Félix Villegas                                                                                         | Bravos de Margarita | 12       |

## Serie Final
La final comenzó el 21 de enero y terminó el 29 de enero de 2010.